# Moldova
 For alternative betydninger, se Moldavien (flertydig). (Se også artikler, som begynder med Moldavien)

Republikken Moldova er et østeuropæisk land beliggende mellem Rumænien og Ukraine. Landet har ikke adgang til Sortehavet og udgjorde fra 1945 til 1991 en 
republik i Sovjetunionen. Landet har siden sin løsrivelse fra Sovjetunionen været præget af en konflikt mellem centralregeringen og landets etnisk-russiske mindretal i Transnistrien (Transdnjestr), der de facto  har løsrevet sig fra Moldova. Indbyggerne i staten kaldes moldovere og er for flertallets vedkommende etniske rumænere. Større mindretal udgøres af russere, ukrainere og gagausere. Sidstnævnte er et kristent tyrkisktalende folk. Må ikke forveksles med det historiske fyrstendømme Moldavien, der var underlagt tyrkisk herredømme.

## Historie
Siden sidst i Middelalderen udgjorde Moldova den østlige del af det rumænske fyrstendømme Moldavien, som var en vasalstat under osmannisk overhøjhed. Samme status havde nabolandet Valakiet. Under Napoleonskrigene erobrede den russiske zar Alexander 1. den østlige del af fyrstendømmet Moldavien. Det erobrede område omtaltes også som Bessarabien og omfatter ud over den nuværende republik Moldova en smal landstribe mellem Moldova og Sortehavet. Hele Bessarabien forblev under russisk kontrol indtil den russiske revolution. I 1920 blev Bessarabien indlemmet i kongeriget Rumænien.
Denne forening blev anerkendt af Ententemagterne i 1920 Paris-traktaten. Traktaten blev dog ikke ratificeret af alle dens underskrivere. [39] [40] Nogle stormagter, bl.a. USA og Sovjetunionen, anerkendte ikke det rumænske herredømme over Bessarabien. Sovjetunionen betragtede det som en besættelse af russisk territorium.
Rumænien fastholdt overherredømme over Besarabien frem til 1940, hvor Sovjetunionen udstedte et ultimatum til Rumænien om overdragelse af Bessarabien og det nordlige Bukovina. Rumænien accepterede ultimatummet den følgende dag. Sovjet havde allerede i 1920'erne oprettet den moldoviske autonom sovjetrepublik (Moldoviske ASSR), og efter Sovjetunionens annektering af Bessarabien, blev størsteparten af de to områder slået sammen til en ny moldovisk sovjetrepublik. Under 2. verdenskrig kæmpede det rumænske diktatur på Nazitysklands side mod Sovjetunionen og annekterede både Bessarabien og et område omkring byen Odessa. Denne erobring måtte Rumænien opgive igen ved fredsslutningen efter 2. verdenskrig.
Under sovjetisk styre blev Moldova udsat for en af-rumæniseringspolitik, der bl.a. indebar, at det rumænske (latinske) alfabet blev erstattet af et alfabet baseret på det russiske (kyriliske) alfabet. Egentlig industrialisering fandt kun sted i den østlige Transdnjestr-region, som oplevede en indvandring af russiske og ukrainske industriarbejdere. Landet vest for Dnjestr var fortrinsvis landbrugsområder, og Moldova var i sovjettiden kendt for sin produktion af vin.
Efter Sovjetunionens sammenbrud blev det foreslået fra rumænsk side at indlemme Moldova i Rumænien, og dette scenarium var en af grundene til det russiske oprør i Transdnjestr-regionen.
Den 11. september 2009 meddelte landets kommunistiske præsident Vladimir Voronin, at den borgerlige opposition havde vundet valget, og han trak sig dermed tilbage. Det skete efter massive voldelige protester, hvor regeringsbygningen bl.a. var blevet stormet.

## Økonomi
Moldova har ikke gennemført større politiske eller økonomiske reformer efter Sovjetunionens sammenbrud. Landet har kun modtaget få udenlandske investeringer og hører i dag til blandt Europas fattigste stater. Mange yngre moldovere har opnået rumænsk statsborgerskab og arbejder i dag i Rumænien eller andre lande i EU.
Ved kgl. resolution af 3. februar 2015 blev Asser Mortensen udnævnt til honorær konsul for Moldova i Aalborg med jurisdiktion i Nord- og Midtjylland.
I januar 2024 åbnede Danmark  en ambassade i Moldova.

## Demografi
Etniske tilhørsforhold (skøn fra 2004):
- Rumænere/Moldovere 78,2%
- Ukrainere 8,4%
- Russere 5,8%
- Gagausere 4,4%
- Bulgarere 1,9%
- Andre 1,3%

Religioner (2000):
- Ortodokse 98%
- Jøder 1,5%
- Andre 0,5%

### Byer i Moldova
| Rang | Navn     | FT 1959 | FT 1970 | FT 1979 | FT 1989 | FT 2004 | Forvaltningsenhed |
| ---- | -------- | ------- | ------- | ------- | ------- | ------- | ----------------- |
| 1.   | Chişinău | 213.078 | 358.890 | 526.023 | 717.853 | 644.204 | Chişinău          |
| 2.   | Tiraspol | 62.000  | 105.700 | 138.698 | 181.639 | 158.069 | Tiraspol          |
| 3.   | Bălţi    | 65.514  | 101.428 | 123.068 | 157.068 | 122.669 | Bălţi             |
| 4.   | Tighina  | 43.000  | 72.300  | 101.292 | 129.606 | 97.027  | Tighina           |
| 5.   | Rîbniţa  | ...     | 32.400  | ...     | 60.766  | 53.648  | Rîbniţa           |

Kilde: Departamentul Statistică și Sociologie al Republicii Moldova

## Natur
Pattedyrfaunaen i Moldova er på ca. 70 forskellige arter, dyrelivet i Moldova ligner meget Rumæniens.
I Moldova er der også ca. 281 fuglearter, 14 krybdyrarter, 14 paddearter, 82 arter ferskvandsfisk og mindst 15.000 hvirvelløse dyr.
Nogle af de store pattedyr i Moldova er vildsvin, dådyr, hjorte, rådyr, ræve og ulve.
Nogle af de små pattedyr er harer, gnavere, grævlinge, oddere, måre, husmåre og fritter.

## Kultur
Boybandet O-Zone, der hittede i 2004 med sangen Dragostea Din Tei, stammer fra Moldova.